# Їржі Легечка
Їржі Легечка (чеськ. Jiří Lehečka; 8 листопада 2001) — чеський тенісист.

## Фінали туру ATP

### Одиночний розряд: 5 (2 титули, 3 поразки)
| Легенда                      |
| ---------------------------- |
| Турніри Великого шлему (0–0) |
| Тур ATP Мастерс 1000 (0–0)   |
| Тур ATP 500 (0–1)            |
| Тур ATP 250 (2–2)            |

| Фінали за покриттям |
| ------------------- |
| Тверде (2–2)        |
| Ґрунт (0–0)         |
| Трава (0–1)         |

| Фінали за умовами |
| ----------------- |
| Під небом (2–2)   |
| У залі (0–1)      |

| Результат | В-П | Дата     | Турнір                                      | Tier    | Покриття   | Опонент               | Рахунок            |
| --------- | --- | -------- | ------------------------------------------- | ------- | ---------- | --------------------- | ------------------ |
| Поразка   | 0–1 | Сер 2023 | Winston-Salem Open, США                     | ATP 250 | Тверде     | Себастьян Баес        | 4–6, 3–6           |
| Перемога  | 1–1 | Січ 2024 | Adelaide International, Австралія           | ATP 250 | Тверде     | Джек Дрейпер          | 4–6, 6–4, 6–3      |
| Поразка   | 1–2 | Жов 2024 | European Open, Бельгія                      | ATP 250 | Тверде (i) | Роберто Баутіста Аґут | 5–7, 1–6           |
| Перемога  | 2–2 | Січ 2025 | Brisbane International, Австралія           | ATP 250 | Тверде     | Рейллі Опелка         | 4–1, ret.          |
| Поразка   | 2–3 | Чер 2025 | Queen's Club Championships, Велика Британія | ATP 500 | Трава      | Карлос Алькарас       | 7–5, 6–7(5–7), 6–2 |

### Парний розряд: 2 (2 поразки)
| Легенда                |
| ---------------------- |
| Grand Slam (0–0)       |
| ATP Masters 1000 (0–0) |
| ATP 500 (0–1)          |
| ATP 250 (0–1)          |

| Фінали за покриттям |
| ------------------- |
| Тверде (0–1)        |
| Ґрунт (0–0)         |
| Трава (0–1)         |

| Фінали за умовами |
| ----------------- |
| Під небом (0–2)   |
| У залі (0–0)      |

| Результат | В-П | Дата     | Турнір                                      | Tier    | Покриття | Партнер      | Опоненти                   | Рахунок               |
| --------- | --- | -------- | ------------------------------------------- | ------- | -------- | ------------ | -------------------------- | --------------------- |
| Поразка   | 0–1 | Чер 2023 | Queen's Club Championships, Велика Британія | ATP 500 | Трава    | Тейлор Фріц  | Іван Додіг Остін Крайчек   | 4–6, 7–6(7–5), [3–10] |
| Поразка   | 0–2 | Січ 2025 | Brisbane International, Австралія           | ATP 250 | Тверде   | Jakub Menšík | Джуліан Кеш Ллойд Ґласспул | 3–6, 7–6(7–2), [6–10] |